# Xikers
Xikers (koreanisch 싸이커스; stilisiert xikers) ist eine südkoreanische Boygroup der fünften K-Pop-Generation, die 2022 vom Label KQ Entertainment gegründet wurde. Die Gruppe besteht aus zehn Mitgliedern: Minjae, Junmin, Sumin, Jinsik, Hyunwoo, Junghoon, Seeun, Yujun, Hunter und Yechan. Sie debütierten am 30. März 2023 mit dem Mini-Album House of Tricky: Doorbell Ringing. Der offizielle Fanclub-Name lautet roady.

## Name
Der Name Xikers besteht aus der Kombination des Buchstaben „x“, welcher Koordinaten symbolisiert und dem Wort „hiker“ (deutsch: Wanderer), welches für Reisender steht. Zusammen bedeutet der Name also: „Jungs, die durch Raum und Zeit reisen, um Koordinaten zu suchen“.

## Geschichte
Im August 2022 veröffentlichte KQ Entertainment Interviews mit 10 Auszubildenden auf ihrem YouTube-Kanal: Minjae und Junmin am 15. August, Sumin und Jinsik am 16. August, Hyunwoo und Junghoon am 17. August, Seeun und Hunter am 18. August, Yujun und Yechan am 19. August Die Gruppe war vor ihrem Debüt als KQ Fellaz 2 bekannt.

## Mitglieder
| Name          | Geburtsname                                       | Geburtstag (Alter)    | Geburtsort   | Position                                |
| ------------- | ------------------------------------------------- | --------------------- | ------------ | --------------------------------------- |
| Minjae 민재   | Kim Min-jae 김민재                                | 10. April 2003 (22)   | Geumcheon-gu | Team leader Vocal, Main Dance, Main Rap |
| Junmin 준민   | Park Jun-min 박준민                               | 24. Mai 2003 (22)     | Jungnang     | Lead Vocal, Main Dance                  |
| Sumin 수민    | Choi Su-min 최수민                                | 7. April 2004 (21)    | Seoul        | Vocal, Main Rap                         |
| Jinsik 진식   | Ham Jin-sik 함진식                                | 30. Juli 2004 (21)    | Incheon      | Main Vocal                              |
| Hyunwoo 현우  | Choi Hyun-woo 최현우                              | 4. Dezember 2004 (20) | Gangneung    | Main Vocal                              |
| Junghoon 정훈 | Kim Jung-hoon 김정훈                              | 5. Juli 2005 (20)     | Iksan        | Lead Vocal                              |
| Seeun 은      | Park Se-eun 박세은                                | 17. August 2005 (19)  | Daegu        | Vocal, Sub Rap                          |
| Yujun 유준    | Jung Yu-jun 정유준                                | 5. Oktober 2005 (19)  | Incheon      | Vocal                                   |
| Hunter 헌터   | Papung-korn Lertkiatdamrong a ปภังกร เลิศเกียรติดำรงค์ | 7. Oktober 2005 (19)  | Bangkok      | Vocal, Main Dance                       |
| Yechan 예찬   | Lee Ye-chan 이예찬                                | 21. Oktober 2005 (19) | Yesan        | Vocal, Main Dance, Main Rap             |

## Diskografie

### EPs
| Jahr | Titel Musiklabel                                                        | Höchstplatzierung, Gesamtwochen, AuszeichnungChartplatzierungen (Jahr, Titel, Musiklabel, Platzierungen, Wochen, Auszeichnungen, Anmerkungen) | Höchstplatzierung, Gesamtwochen, AuszeichnungChartplatzierungen (Jahr, Titel, Musiklabel, Platzierungen, Wochen, Auszeichnungen, Anmerkungen) | Höchstplatzierung, Gesamtwochen, AuszeichnungChartplatzierungen (Jahr, Titel, Musiklabel, Platzierungen, Wochen, Auszeichnungen, Anmerkungen) | Anmerkungen                             |
| Jahr | Titel Musiklabel                                                        | KR | JP | US | Anmerkungen                             |
| ---- | ----------------------------------------------------------------------- | --- | --- | --- | --------------------------------------- |
| 2023 | House of Tricky: Doorbell Ringing KQ Entertainment, Kakao Entertainment | KR4 (8 Wo.)KR | JP6 (1 Wo.)JP | US75 (1 Wo.)US | Erstveröffentlichung: 30. März 2023     |
| 2023 | House of Tricky: How to Play KQ Entertainment, Kakao Entertainment      | KR4 Platin · (5 Wo.)KR | JP14 (1 Wo.)JP | — | Erstveröffentlichung: 2. August 2023    |
| 2024 | House of Tricky: Trial and Error KQ Entertainment, Kakao Entertainment  | KR2 (2 Wo.)KR | JP14 (1 Wo.)JP | US73 (1 Wo.)US | Erstveröffentlichung: 8. März 2024      |
| 2024 | House of Tricky: Watch Out KQ Entertainment, Kakao Entertainment        | KR6 (10 Wo.)KR | — | — | Erstveröffentlichung: 6. September 2024 |

### Singles
- 2023: Tricky House (도깨비집)
- 2023: Rockstar
- 2023: Do or Die
- 2023: Home Boy
- 2024: We Don’t Stop
- 2024: Witch (위치)
- 2025: Breathe
- 2025: Iconic